# 安華橋駅
安華橋駅（あんかきょうえき、中国語：安华桥站、拼音：Ānhuáqiáo zhàn）は北京市朝陽区と与西城区の境に位置する北京地下鉄8号線の駅。

## 沿革
- 2012年12月30日 - 8号線が開業。
- 2024年12月15日 - 12号線が開業。

## 駅構造

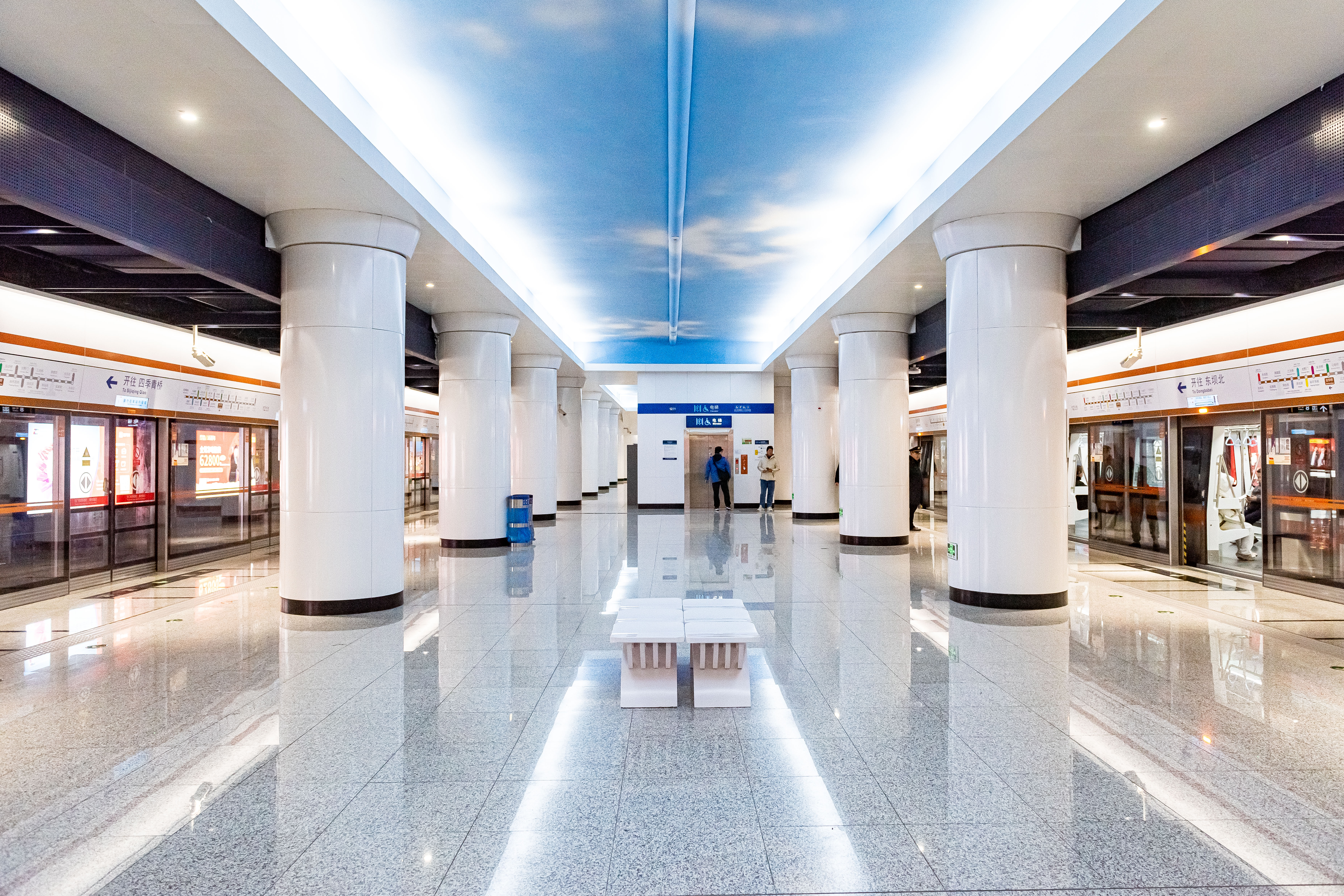
ホーム

島式ホーム1面2線を有する地下駅であるが、駅中央部の三環路の下では分離式島式ホームとなっている。長さは227メートル、総面積は1.8万平方キロメートル、8つの出入口を有している。駅の天井は水色を基調としている。

## 駅周辺
- 北京哈羅英国学校（中国語版）
- 西黄寺

## 隣の駅
北京地下鉄
■8号線
北土城駅 - 安華橋駅 - 安徳里北街駅
■12号線
馬甸橋駅 - 安華橋駅 - 安貞橋駅